# Vlasta Vrandečić Lebarić
Vlasta Vrandečić Lebarić (1953.) je hrvatska pjesnikinja iz Pučišća na otoku Braču. U Zagrebu živi od 1974. Piše pjesme na čakavskom dijalektu, također i na standardnom jeziku.
Sudjelovala je na nekim pjesničkim manifestacijama kao što je Croatia rediviva: Ča, Kaj, Što – baštinski dani 2005., 2008., 2009., 2010., a 1999. je na toj manifestaciji dobila nagradu Ovjenčanog pjesnika (poeta olivatus). Redovita je sudionica pjesničke manifestacije Ljubica u Samoboru, također Jutra poezije u Zagrebu.

## Djela
- Pučiške pitureške, 1998.
- Doleti buletin, 1999.
- Ardura, 2001.
- Na ditića, 2006.